# دجاج الأدغال الأخضر
دجاج الأدغال الأخضر (بالإنجليزية: Gallus varius)‏ أو دجاج الأدغال الجاوي أو دجاج أدغال يوان. ينتمي إلى فصيلة التدرجية. كما أن متوسط حجمه يصل إلى 75 سم.

## الوصف

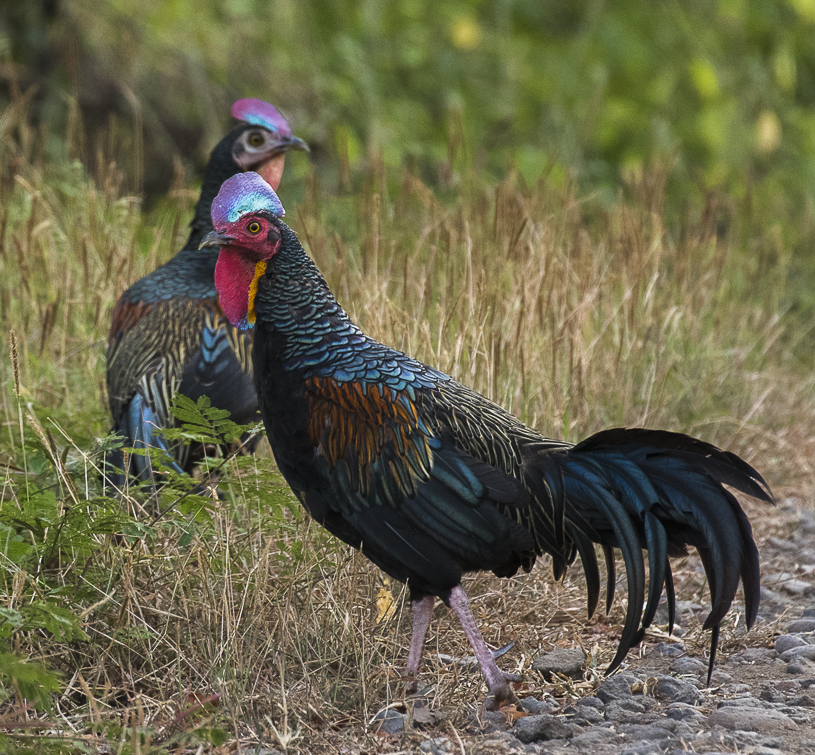
دجاج الأدغال الأخضر

يُعتبر دجاج الأدغال الأخضر من أكثر الأنواع الحية تلونًا خاصة فيما يتعلق بنوع دجاج الأدغال، هذا ويتميز بعُرفٍ محزز قد يكون أخضر، أزرق أو أصفر، كما يمتاز بلحية قد تأحد اللون الأصفر شكلًا لها؛ وفي بعض الأحيان تكون حمراء وكذلك زرقاء على غرار عُرفه. أما ريشه فغالبًا ما يتخد الأسود لونًا له؛ كما يكون قصيرًا لكنه فسيح؛ وفي نفس الوقت يتخد شكلًا دائريًا مع بعض الريشات المتناثرة والتي تكون زرقاء أو خضراء. أما مشرطه فهو وافر ومتطور لدرجة كبيرة ذو لون أخضر يميل قليلًا للأصفر.
هذا النوع من الطيور يعيش في مجموعات صغيرة؛ حيث تتكون كل مجموعة من 2 إلى 5 أفراد يقودهم زعيم ذكر.
يستطيع دجاج ودجاجات الأدغال الخضراء الطيران بشكل جيد؛ حيث تستطيع التحليق ما بين 4 إلى 6 أمتار.

## مثنوية الشكل الجنسية
على غرار كل أفراد عائلة التدرجية، فالنشاط الجنسي لدى دجاج الأدغال الأخضر واضح: فالديك أكبر حجمًا وأكثر تلونًا مع امتيازه بشوكة (تكون في رجله) تستقر في مفصل الساق عن مشط القدم، بينما تكون الأنثى أو بالأحرى دجاجة الأدغال الخضراء أقل حجمًا وأقل تلونًا، كما أن عُرف الديك متطور وملون؛ أما العرف الخاص بالأنثى فهو قصير وغالبًا ما يتشكل من لون واحد.

## التكاثر

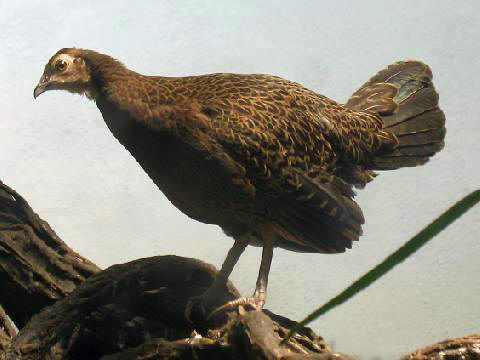
أنثى دجاج الأدغال الأخضر

الملاحظ في هذا النوع من الطيور أنها تبقى مخلصة طول حياتها؛ سواء بالنسبة للذكر أو الأنثى.

تبني الدجاجة عشها بعيدًا عن كل ما يهددها ويهدد سلامة بيضاتها، حيث تختار وكرها بعناية؛ وغالبًا ما يكون بين الشجر أو على الأقل مكانًا لا يستطيع الجميع رؤيته. عمومًا فهي تبني عشًا لها على مستوى سطح الأرض حتى تستطيع فراخها النمو بشكل سليم دون التعرض لأخطار خارجية، كما تتكفل بعملية الحضن والتي تتواصل لمدة تتراوح بين 21 و24 يوم؛ هذا بالإضافة إلى أن عدد البيضات التي تحضنها لا يتجاوز خمسة؛ حيث تنمو وتتطور يومًا بعد يوم حتى تقوم هي نفسها _الفراخ_ بكسر غشاء البيضة والتخلص منها، حوالي 60% فقط من تنجح في الخروج من قعر البيضة وتصبح فراخًا أما الباقي فتموت قبل أن تنهي مرحلة تشكلها الكاملة.
خلال هذه المرحلة تغادر دجاجة الأدغال الخضراء العش التي بنته وذلك لعدة أسباب من بينها البحث عن قوتها وكذلك لحفض الحرارة داخل الوكر حتى تضمن النمو السريع والسليم لفراخها.
بمجرد خروجها؛ تستطيع فراخ الأدغال الخضراء الطيران في أسبوعها الأول لكنها ترافق أفراد عائلتها لسنوات عديدة؛ ولا تنفصل عنها إلا في وقت متأخر من حياتها، حيث أنها ترافق والدتها في بادئ الأمر وذلك قصد تعليمها مهارات البحث عن الغذاء وصيد الحشرات؛ الدود والبق وما إلى ذلك.
للديك دور مهم لكنه يتجلى فقط عند مرحلة حضن الأنثى على البيض، حيث يحمي الوكر من باقي المفترسين، وقد تصل درجة حمايته هذه إلى الموت سبيلًا في الدفاع عن بيض أنثاه.

## الانتشار
تعيش هذه الطيور في جزر جاوة، بالي، كومودو، لومبوك وسومباوا. عمومًا فهي تعيش في معظم الجزر التي تتوفر فيها الشروط الضرورية لحياة هذا النوع على غرار درجة الحرارة المعتدلة (حوالي 30 درجة حرارة مئوية) مع توافر الرطوبة على طول العام.

## الموطن
يعود الموطن الأصلي لهذا النوع من الطيور إلى السواحل نصف-القاحلة وكذلك الأيكات الساحلية ثم الشواطئ بالإضافة إلى الكهوف البعيدة عن متناول الإنسان.

## حمية غذائية
يُعتبر دجاج الأدغال الأخضر من آكل اللحوم، حيث أن نمطه الغذائي مختلف ومتنوع؛ حيث يتغذى تارة على الرخويات وتارة أخرى على القشريات كما تنضم لقائمة فرائسه كل من قناديل البحر ونجومه، هذا بالإضافة إلى الأرضات، اليرقات وكذلك الحشرات بمختلف أنواعها تقريبًا.